# La Maison d'Eros (Museo)
La Maison d'Eros, en Medinaceli, Soria, España, es un museo de arte erótico ubicado en una casa del siglo XIX.

## Historia
El museo fue creado por la Fundación DEARTE de Medinaceli en 2022 en asociación de nueve personalidades que compraron la casa del siglo XIX en la calle San Román en el centro del casco antiguo de Medinaceli. Fue reformado por el arquitecto Carlos Arroyo en colaboración con su fundador Miguel Tugores. Se accede a través de un patio que denominan "Jardín de las Delicias". La Maison d'Eros alberga obra de Arte prehistórico, oriental, precolombino y de artistas contemporáneos y muestra la historia de la sexualidad humana desde la antigüedad hasta nuestros días.

## Colección de arte erótico
Se expone la colección permanente del galerista Miguel Tugores, con esculturas de los sorianos Miguel Ángel Rodrïguez, Ricardo González y Juan Carlos Blas Robles, y una colectiva de más 60 artistas contemporáneos que aportaban sus obras para el museo. Entre ellos se pueden ver una instalación en video el artista Pablo Almansa, un tríptico del portugués Ruy Silva, y pinturas, dibujos y fotografías de artistas como Fernando Mignoni, Arturo Martín Burgos, Joan March, Jordi Cerdá, Daniel Garbade, Noemí Martínez, Isabel Soto, Adelaida Murillo o Ramón Ciscar. Según la dirección, se trata de un espacio dedicado a vivir el erotismo a través de los sentidos, incluido el olfato con la creación de un perfume que ha sido creado ex profeso por Eros Sensual Art.